# 山崎義明
山崎 義明（やまざき よしあき、1967年2月22日 - ）は、埼玉県出身のボートレーサー。

## 来歴
1987年61期生としてデビュー。同期には、新美恵一らがいる。初優勝は1996年4月16日の桐生競艇場での一般戦競走。デビューから8年5ヶ月、29度目の優出で初優勝であった。

1999年の若松競艇場でのオーシャンカップでSG初出場。

記念初優勝は2001年11月の戸田競艇場でのモーターボート大賞(当時はGI扱い)。
2007年9月16日に桐生競艇場において、通算1000勝を達成した。

また2006年・2007年と、埼玉支部の支部長を務めた。

## 獲得タイトル
- 2001年 モーターボート大賞 （戸田競艇場）
- 2003年 ダイヤモンドカップ （戸田競艇場）